# Лагру, Ильке
Ильке Лагру (род. 27 января 1998) — бельгийская спортсменка, тяжелоатлетка, серебряный призёр чемпионата Европы 2025 года.

## Биография
Лагру с двенадцатилетнего возраста занималась в секции лёгкой атлетики — метала молот. Позже пробовала себя в легкоатлетическом семиборье, но основное внимание продолжала уделять метанию молота. Завоевала четыре национальных титула в различных возрастных категориях от 16 до 23 лет.
В сентябре 2022 года переключилась на постоянные занятия тяжёлой атлетикой. В 2024 году на чемпионате Европы в Софии завоевала малую бронзовую медаль в рывке.
На чемпионате Европы 2025 года в Кишинёве в весовой категории до 81 кг завоевала серебряную медаль с итоговым результатом 238 кг. В отдельном упражнении «толчок» она завоевала малую серебряную медаль (134 кг).

## Достижения
Чемпионат Европы
| Результат | Вес      | Год  | Место соревнований | Рывок | Толчок | Общий вес |
| Серебро   | до 81 кг | 2025 | Кишинёв, Молдова   | 104,0 | 134,0  | 238,0     |